# Стриблинг, Томас Сигизмунд
Томас Сигизмунд Стриблинг (англ. Thomas Sigismund Stribling; 4 марта 1881, Клифтон, Теннесси — 8 июля 1965, там же) — американский писатель, издававшийся под именем Т. С. Стриблинг. По образованию — юрист. Лауреат Пулитцеровской премии в 1933 году за роман "Лавка" ("The Store").

## Биография
Томас Сигизмунд Стриблинг родился 4 марта 1881 года в Клифтоне, штат Теннесси, небольшом городке у реки Теннесси. Он был первым ребенком юриста Кристофера Коламбуса Стриблинга и его жены Амелии Энн Стриблинг, урожденной Уэйтс. Кристофер Стриблинг был солдатом армии северян, в то время как семья Уэйтс сражалась в рядах армии Конфедерации южан. Т. С. Стриблинг позже скажет, что это привело к тому, что он стал "сомневающимся и вопрошающим" ("doubter and a questioner"). Впоследствии, он продолжал использовать истории своих родителей, бабушек и дедушек с обеих сторон, чтобы создать реалистическую глубину своих романов об эпохе Реконструкции Юга.
В 1899 году в возрасте семнадцати лет Стриблинг окончил среднюю школу в соседнем городе Хантингдон. К этому времени Стриблинг уже был убежден, что ему суждено стать писателем (свой первый рассказ он продал в возрасте 12 лет за пять долларов). Имея это в виду, Стриблинг становится редактором небольшой еженедельной газеты под названием «The Clifton News». Стриблинг надеялся использовать газету  в качестве стартовой площадки для своей писательской карьеры. Через год его родители убедили его вернуться в школу и завершить свое образование. Осенью 1902 года Стриблинг окончил Флоренсовскую нормальную школу (Florence Normal School, ныне Университет Северной Алабамы). Там Стриблинг получил сертификат преподавателя за один год.
В 1903 году, Стриблинг переехал в город Тасколуса, штат Алабама, где преподает в школе математику и физкультуру в течение одного года.
В 1905 году Стриблинг окончил юридический факультет Алабамского Университета, занялся адвокатской практикой и одновременно писал рассказы в журналы для воскресных школ. По совету своих коллег адвокатов, Стриблинг отказался от юридической практики в 1907 году.
В том же году Стриблинг переезжает в Нэшвилл, Теннесси, где устраивается на работу в журнал «Taylor-Trotwood Magazine» в отдел рекламы. Именно в этом журнале ему удается опубликовать первые два свои рассказа «Подражатель» (The Imitator) и «Невольник зеленого цвета» (The Thrall of the Green). Оба рассказа отражали социальные темы, которые принесут ему популярность.

## Сочинения

### Романы
- Круиз по сухому доку (The Cruise of the Dry Dock, 1917);
- Право первородства (Birthright, 1921. Русский перевод 1927 под названием "Драма крови);
- Генерал Фомбомбо (Fombombo, 1922. Русский перевод 1926);
- Красный песок (The red sand, 1923. Русский перевод 1928);
- Тифтэлоу (Teeftallow, 1926. Русский перевод 1927?);
- Яркий металл (Bright metal, 1928. Русский перевод 1929);
- Восток есть Восток (East is East, 1922);
- Странная Луна (Strange Moon, 1929);
- Заводь (Backwater, 1930);
- Кузница (The Forge, 1931);
- Лавка (The Store, 1932), Пулитцеровская премия 1933 года;
- Недостроенная церковь (Unfinished Cathedral, 1933);
- Мегафон (The Sound Wagon, 1935. Русский перевод 1948);
- Эти полоски плоти (These Bars of Flesh, 1938)

### Короткая проза
- Зеленые пятна (The Green Splotches, 1920), научно-фантастический рассказ;
- Загадки Карибского моря (Clues of the Caribbees: Being Certain Criminal Investigations of Henry Poggioli, Ph. D., 1929);
- Могглсби (Mogglesby", 1930), научно-фантастический рассказ;
- Лучшие детективные рассказы доктора Поджоли (Best Dr. Poggioli Detective Stories, Dover, 1975);
- Доктор Поджоли, криминалист (Dr. Poggioli: Criminologist, Crippen & Landru,2004);
- Паутина Солнца (Web of the Sun, 2012);

### Другие сочинения
- Извинения городу Флоренс (Apology To Florence", June 1934), статья в журнале "Wings Magazine".
- Веревка (Rope, в соавторстве с Дэвидом Уоллесом (David Wallace)), пьеса по мотивам романа  "Тифтэлоу", поставлена на Бродвее в 1928;
- Посмешище: Посмертная автобиография Т. С. Стриблинга (Laughing Stock: The Posthumous Autobiography of T.S. Stribling", 1982)